# Cellatica
Cellatica är en ort och kommun i provinsen Brescia i regionen Lombardiet i Italien. Kommunen hade 4 881 invånare (2018).